# بتمن (کامیک بوک)
بتمن (به انگلیسی: Batman) یک سری کمیک بوک آمریکایی است که بتمن، شخصیت اصلی آن است. این شخصیت برای اولین بار در کمیک‌های کارآگاه شماره ۲۷ (جلد مه ۱۹۳۹) ظاهر شد. بتمن به قدری محبوب شد که یک سری کتاب‌های کمیک با عنوان خود در حال چاپ، با تاریخ جلد بهار ۱۹۴۰ انتشار را آغاز کرد. این نخستین بار در اوایل آوریل ۱۹۴۰، یک ماه پس از اولین حضور سکوی جدید خود، رابین پسری عجایب، تبلیغ شد. کمیک بوک‌های بتمن از دهه ۱۹۴۰ثابت شده‌است که محبوبیت بسیاری دارد.
گرچه کمیک بوک بتمن در ابتدا به عنوان یک انتشار سه‌ماهه راه اندازی شد، اما بعداً اواخر دهه ۱۹۵۰به یک سریال دوماهه تبدیل شد، پس از آن به یک نشریه ماهانه تبدیل شد و از آن زمان تاکنون نیز باقی مانده‌است.
در سال ۲۰۱۶، دی سی کامیکس مجدداً رونمایی از کل عناوین خود را با نام DC Rebirth آغاز کرد. بتمن (جلد ۳) شماره ۱ (اوت ۲۰۱۶) اولین پخش مجدد ماهانه دو بار از سری کتاب‌های کمیک بود.

## تاریخچه انتشار

### عصر طلایی
شخصیت بتمن اولین بار در صفحات کارآگاه کمیک شماره ۲۷ در ماه مه ۱۹۳۹ ظاهر شد. در بهار سال ۱۹۴۰، شماره یک بتمن منتشر شد و شخصیت‌های جدیدی را معرفی کرد که مهمترین آنها شخصیت‌های زن گربه ای و جوکر است. آلفرد پنی ورث، خدمتکار خانواده وین نیز اولین بار در شماره شماره ۱۶ (آوریل-مه ۱۹۴۳) معرفی شد.
ویرایشگر ویتنی السورث در سال ۱۹۴۱ داستانی از بتمن را به هنرمند دیک اسپرنگ اختصاص داد. با پیش‌بینی اینکه باب کین برای خدمت در جنگ جهانی دوم آماده می‌شود، دی سی کارنامه اسپرنگ را برای محافظت در برابر تأخیرها اختراع کرد. اولین اثر بتمن منتشر شده توسط اسپرنگ، چهره‌های بتمن و رابین بود که روی جلد بتمن شماره ۱۸ (آگوست) قرار گرفتند. -سپس ۱۹۴۳)، برای صفحه ۱۳اثر کمیک‌های کارآگاه شماره ۸۴ که بعدها منتشر شده‌است، از هنر بازتولید شده‌است. اولین اثر منتشر شده Sprang در بتمن، و اولین اثر داستان داخلی، در بتمن شماره ۱۹ ظاهر شد که برای او جلد و سه داستان اول بتمن را ترسیم کرد، و داستان چهارم بتمن را، که توسط نال فالون، جلب شده بود، خط کرد. مانند همه هنرمندان بتمن زمان، اسپرنگ به عنوان یک هنرمند ارواح برای کین بی‌اعتبار ماند.
افراد شرور که در این دوره اولیه کار خود را آغاز کردند شامل دیوانه هاتتر شماره ۴۹ (اکتبر ۱۹۴۸) و قاتل موت در شماره شماره ۶۳ (فوریه ۱۹۵۱) بودند. در سال ۱۹۵۳، شلدون مولدوف یکی دیگر از هنرمندان اصلی ارواح بتمن شد که به همراه وین مورتیمر و دیک اسپرنگ، داستانهای معتبر به باب کین را دنبال کردند، به سبک کین و تحت نظر کین. بیل فینگر و مولدوف Ace the Bat-Hound را در شماره ۹۲ (ژوئن ۱۹۵۵) معرفی کردند.

### عصر نقره‌ای
در اوایل دوره که از نظر طرفداران کمیک و مورخان به عنوان عصر نقره‌ای کتابهای طنز شناخته می‌شد شخصیت‌های جدیدی معرفی شد که شامل آقای فریز، بت کین و دختر اصلی بت‌گرل بودند.
در سال ۱۹۶۴، جولیوس شوارتز مسئولیت احیای عناوین محو شده بتمن را به عهده گرفت. او جنبه‌های بی صدایی را که در سریال‌هایی چون Ace the Bat-Hound و Bat-Mite رخ داده بود، جی تی اسون کرد و به این شخصیت "نگاه جدید" داد که در کمیک‌های کارآگاه شماره ۳۲۷ (مه ۱۹۶۴) برتر بود. اولین شماره شوارتز با عنوان بتمن شماره ۱۶۴ (ژوئن ۱۹۶۴) بود که توسط فرانسه ادوارد هررون نوشته شده و توسط شلدون مولدوف ترسیم شده‌است. ریدلر پس از ۱۸ سال غیبت در شماره ۱۷۱ (مه ۱۹۶۵) بازگشت. از جمله شرورهای جدیدی که در این دوره معرفی شد، سونیس ایوی در شماره ۱۸۱ (ژوئن ۱۹۶۶) بود. در دهه ۱۹۶۰، کمیک‌های بتمن تحت تأثیر سریال‌های محبوب تلویزیونی بتمن قرار گرفتند که داستان‌های اردویی مبتنی بر فرض زبان در این سریال بود. پس از از بین رفتن تأثیر برنامه تلویزیونی بتمن، نویسنده فرانک رابینز و هنرمند ایرو نوویک دیک گریسون را برای حضور در کالج اعزام کردند و بتمن را در شماره شماره ۲۱۷ (دسامبر ۱۹۶۹) از وین مانور بیرون کشیدند.